# Пертоза
Пертоза (італ. Pertosa) — муніципалітет в Італії, у регіоні Кампанія, провінція Салерно.
Пертоза розташована на відстані близько 290 км на південний схід від Рима, 110 км на схід від Неаполя, 60 км на схід від Салерно.

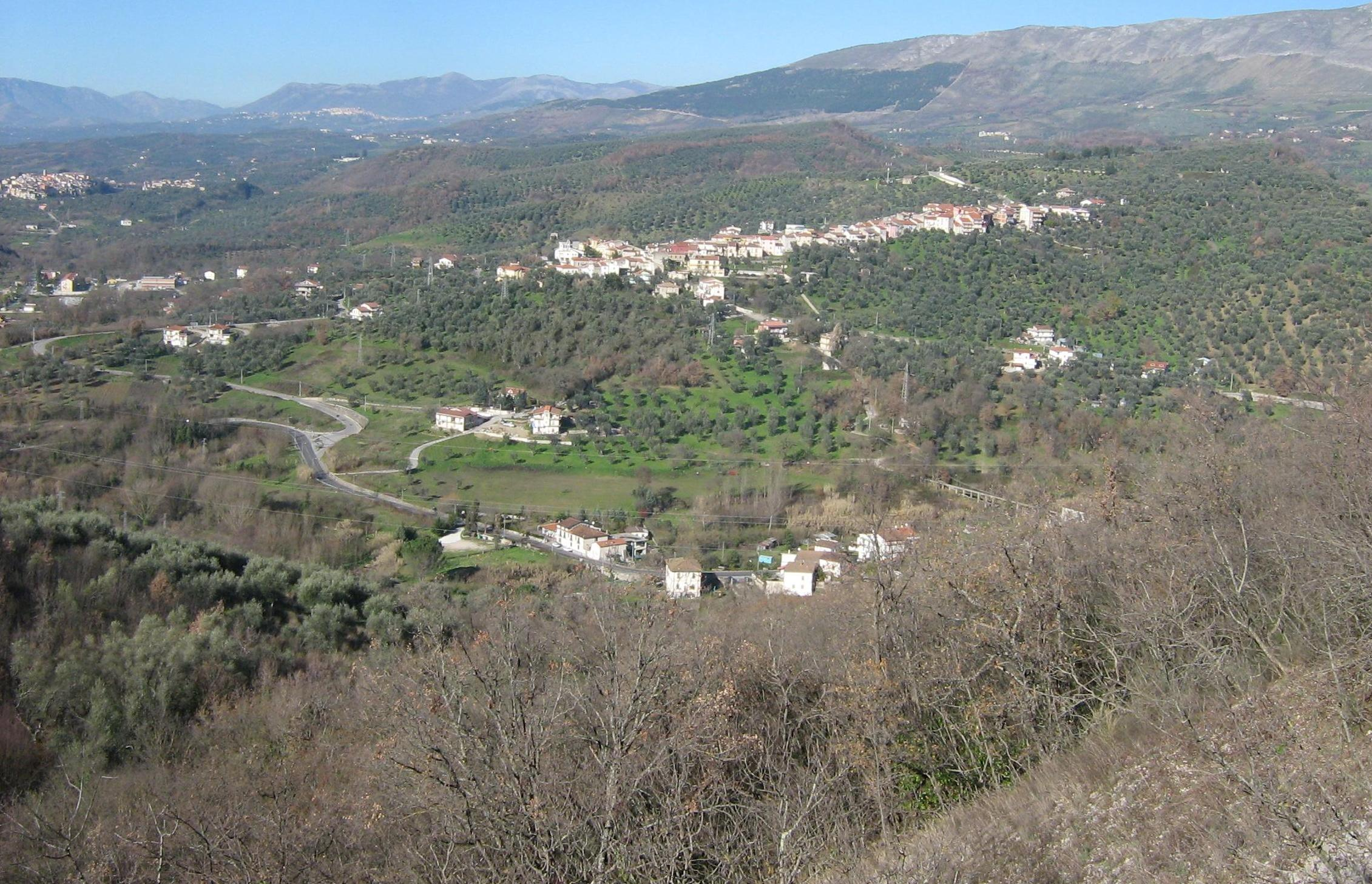

Населення — 688 осіб (2014).

## Демографія
Населення за роками:

Станом на 1 січня 2023 року в муніципалітеті офіційно проживав 21 іноземець з 7 країн, серед них 13 громадян країн Євросоюзу та 2 громадяни України.

## Сусідні муніципалітети
- Аулетта
- Каджано
- Полла